# 오기정 (오이타현)
오기정(荻町)은 오이타현 서부에 위치했던 나오이리군에 존재했던 정이다. 특산품인 토마토와 백수폭포로 유명했다
2004년 4월 1일, 나오이리군 구주정, 나오이리정과 함께 다케타시에 신설합병되어 새로운 다케타시가 되어 자치체로서는 소멸하였다.

## 개요
2004년 7월 1일 기준 통계는 인구 3,642명, 면적 50.32km2, 세대수 1,159세대이다. 현재 주소 표기는 '오이타현 다케다시 오기마치 ○○'로 되어 있지만, 구 오기정 시절의 주소 표기는 '오이타현 나오이리군 오기정 오아자 ○○'이었다.

## 지리
오이타현 남서부에 위치하며 구마모토현과 인접해 있다. 

## 역사
- 1889년 4월 1일 - 정촌제 시행에 수반해 나오이리군 오기촌이 성립하였다.
- 1955년 4월 1일 - 1촌을 합병, 정으로 승격해 오기정이 되었다.
- 2005년 4월 1일 - 나오이리군 나오이리정, 구주정과 합병해 신 다케타시가 되어 소멸하였다.

## 교통

### 철도
- 규슈 여객철도 호히 본선